# Nikoła Spiridonow
Nikoła Spiridonow, bułg. Никола Спиридонов (ur. 28 lutego 1938 w Plewen, zm. 13 marca 2021) – bułgarski szachista, arcymistrz od 1979 roku.

## Kariera szachowa
W roku 1964 wystąpił w reprezentacji kraju na szachowej olimpiadzie w Tel Awiwie, gdzie zespół bułgarski zajął VII miejsce. Poza tym trzykrotnie (1970, 1980, 1983) brał udział w drużynowych mistrzostwach Europy oraz czterokrotnie (1961, 1964, 1965, 1966) w drużynowych mistrzostwach świata studentów, w roku 1965 zdobywając złoty medal za indywidualny wynik na II szachownicy. Wielokrotnie uczestniczył w finałach mistrzostw Bułgarii, w roku 1969 w Płowdiwie zdobywając tytuł mistrza, w 1975 - wicemistrza, a w 1982 - drugiego wicemistrza kraju.
Do sukcesów Nikoła Spiridonowa w turniejach międzynarodowych należą m.in. dz. I m. w memoriale Akiby Rubinsteina w Polanicy-Zdroju (1971, wraz z Helmutem Pflegerem), dz. III m. w Brnie (1975, za Vlastimilem Hortem i Aleksiejem Suetinem, wraz z Wolfgangiem Uhlmannem), I m. we Wrocławiu (1980), dz. III m. w Albenie (1983, za Ivanem Farago i Aivarsem Gipslisem, wraz z Paulem van der Sterrenem), dz. II m. w Ruse (1984), dz. II m. w Myślenicach (1987), dz. III m. w Paryżu (1989), dz. III m. w Cannes (2000, open, za Murtasem Każgalejewem i Christianem Bauerem, a wraz z m.in. Aleksandrem Delczewem, Joanisem Nikolaidisem i Hristosem Banikasem) oraz II m. w Élancourt (2003, open, za Manuelem Apicellą).
Najwyższy ranking w karierze osiągnął 1 stycznia 1976, z wynikiem 2490 punktów dzielił wówczas 92-109. miejsce na światowej liście FIDE, jednocześnie dzieląc 2-4. miejsce (za Iwanem Radułowem) wśród bułgarskich szachistów.